# 愛知県の県道一覧
愛知県の県道一覧（あいちけんのけんどういちらん）は、愛知県を通る県道の一覧である。

## 概要
愛知県道の現行の路線番号は1973年（昭和48年）に導入された。2007年（平成19年）と2011年（平成23年）には市町村合併などの地名変更に伴い、多くの県道の名称が変更された。

## 主要地方道

### 県道（1 - 81）
県道1号から81号までは、主要地方道として指定されている愛知県の県道である（他県にまたがるものを含む）。
- 1 愛知県道1号飯田富山佐久間線（いいだとみやまさくま。長野県道・静岡県道と共通）
- 2 愛知県道2号豊橋渥美線（とよはしあつみ）
  - 旧・愛知県道・静岡県道2号伊良湖岬白須賀線 ※ 1993年4月1日に廃止[13]。国道42号の一部へ。
- 3 愛知県道3号豊橋湖西線（とよはしこさい。静岡県道と共通）
- 4 愛知県道4号豊橋大知波線（とよはしおおちば。静岡県道と共通）
- 5 愛知県道5号国府馬場線（こうばば）
- 6 愛知県道6号力石名古屋線（ちからいしなごや） ※ 有料道路「猿投グリーンロード」を含む。
  - 旧・愛知県道・静岡県道6号新城新居線 ※ 1993年4月1日に廃止[13]。国道301号の一部へ。
- 7 愛知県道7号半田南知多公園線（はんだみなみちたこうえん） ※ 有料道路「南知多道路」を含む。
  - 旧・静岡県道・愛知県道7号佐久間設楽線 ※ 1993年4月1日に廃止[13]。国道473号の一部へ。
- 8 愛知県道8号津島南濃線（つしまなんのう。岐阜県道と共通）
- 9 愛知県道9号天竜東栄線（てんりゅうとうえい。静岡県道と共通）
- 10 愛知県道10号設楽根羽線（したらねば。長野県道と共通）
- 11 愛知県道11号豊田明智線（とよたあけち。岐阜県道と共通）
- 12 愛知県道12号豊田一色線（とよたいっしき）
- 13 愛知県道13号豊田多治見線（とよたたじみ。岐阜県道と共通）
- 14 愛知県道14号岐阜稲沢線（ぎふいなざわ。岐阜県道と共通）
- 15 愛知県道15号名古屋多治見線（なごやたじみ。岐阜県道と共通）
- 16 愛知県道16号多治見犬山線（たじみいぬやま。岐阜県道と共通）
- 17 愛知県道17号江南関線（こうなんせき。岐阜県道と共通）
- 18 愛知県道18号大垣一宮線（おおがきいちのみや。岐阜県道と共通）
- 19 愛知県道19号土岐足助線（ときあすけ。岐阜県道と共通）
- 20 愛知県道20号瑞浪大野瀬線（みずなみおおのせ。岐阜県道と共通）
- 21 愛知県道21号豊川新城線（とよかわしんしろ）
- 22 愛知県道22号瀬戸環状線（せとかんじょう）
- 23 愛知県道23号東浦名古屋線（ひがしうらなごや）
- 24 愛知県道24号知多東浦線（ちたひがしうら）
- 25 愛知県道25号春日井一宮線（かすがいいちのみや）
- 26 愛知県道26号岡崎環状線（おかざきかんじょう）
- 27 愛知県道27号春日井各務原線（かすがいかかみがはら。岐阜県道と共通）
- 28 愛知県道28号田原高松線（たはらたかまつ）
  - 2011年4月1日に田原赤羽根線から路線名を変更[10]。
- 29 愛知県道29号弥富名古屋線（やとみなごや）
- 30 愛知県道30号関田名古屋線（せきだなごや）
- 31 愛知県道31号東三河環状線（ひがしみかわかんじょう）
- 32 愛知県道32号長篠東栄線（ながしのとうえい）
  - 2011年4月1日に鳳来東栄線から路線名を変更[9]。
- 33 愛知県道33号瀬戸設楽線（せとしたら）
- 34 愛知県道34号半田常滑線（はんだとこなめ）
- 35 愛知県道35号岡崎設楽線（おかざきしたら）
- 36 愛知県道36号諸輪名古屋線（もろわなごや）
  - 旧・愛知県道36号阿蔵本宿線（あぞうもとじゅく） ※ 1993年4月1日に廃止[13]。国道473号の一部へ。
- 37 愛知県道37号岡崎作手清岳線（おかざきつくできよおか）
  - 2011年4月1日に岡崎清岳線から路線名を変更[9]。
- 38 （欠番）
  - 旧・愛知県道38号蒲郡本宿線（がまごおりもとじゅく） ※ 1993年4月1日に廃止[13]。国道473号の一部へ。
- 39 愛知県道39号岡崎足助線（おかざきあすけ）
- 40 愛知県道40号名古屋蟹江弥富線（なごやかにえやとみ）
- 41 愛知県道41号西尾幸田線（にしおこうた）
- 42 愛知県道42号西尾吉良線（にしおきら）
- 43 愛知県道43号岡崎碧南線（おかざきへきなん）
- 44 愛知県道44号岡崎西尾線（おかざきにしお）
- 45 愛知県道45号安城碧南線（あんじょうへきなん）
- 46 愛知県道46号西尾知多線（にしおちた）
- 47 愛知県道47号岡崎半田線（おかざきはんだ）
- 48 愛知県道48号岡崎刈谷線（おかざきかりや）
- 49 愛知県道49号春日井犬山線（かすがいいぬやま）
- 50 愛知県道50号名古屋碧南線（なごやへきなん）
- 51 愛知県道51号知立東浦線（ちりゅうひがしうら）
- 52 愛知県道52号半田南知多線（はんだみなみちた）
- 53 愛知県道53号春日井瀬戸線（かすがいせと）
- 54 愛知県道54号豊田知立線（とよたちりゅう）
- 55 愛知県道55号名古屋半田線（なごやはんだ） ※ 有料道路「知多半島道路」を含む。
- 56 愛知県道56号名古屋岡崎線（なごやおかざき）
- 57 愛知県道57号瀬戸大府東海線（せとおおぶとうかい）
- 58 愛知県道58号名古屋豊田線（なごやとよた）
- 59 愛知県道59号名古屋中環状線（なごやなかかんじょう）
  - 2011年4月1日に名古屋第二環状線から路線名を変更[9]。
- 60 愛知県道60号名古屋長久手線（なごやながくて）
- 61 愛知県道61号名古屋瀬戸線（なごやせと）
- 62 愛知県道62号春日井稲沢線（かすがいいなざわ）
- 63 愛知県道63号名古屋江南線（なごやこうなん）
- 64 愛知県道64号一宮犬山線（いちのみやいぬやま）
- 65 愛知県道65号一宮蟹江線（いちのみやかにえ）
- 66 愛知県道66号蟹江飛島線（かにえとびしま）
- 67 愛知県道67号名古屋祖父江線（なごやそぶえ）
- 68 愛知県道68号名古屋津島線（なごやつしま）
- 69 愛知県道69号豊橋乗本線（とよはしのりもと）
  - 2011年4月1日に豊橋鳳来線から路線名を変更[9]。
- 70 愛知県道70号名古屋十四山線（なごやじゅうしやま）
- 71 愛知県道71号名古屋西港線（なごやにしこう）
- 72 愛知県道72号武豊小鈴谷線（たけとよこすがや）
- 73 愛知県道73号長沢蒲郡線（ながさわがまごおり）2025年4月1日、国道473号線の内、蒲郡市の上大内交差点から竹島入口交差点の区間を本県道の一部へ。
- 74 愛知県道74号阿南東栄線（あなんとうえい。長野県道と共通）
- 75 愛知県道75号春日井長久手線（かすがいながくて）
- 76 愛知県道76号豊田安城線（とよたあんじょう）
- 77 愛知県道77号足助下山線（あすけしもやま）
- 78 愛知県道78号安城幸田線（あんじょうこうた）
- 79 愛知県道79号あま愛西線（あまあいさい）
  - 2011年4月1日に甚目寺佐織線から路線名を変更[9]。
- 80 愛知県道80号東栄稲武線（とうえいいなぶ）
- 81 愛知県道81号豊橋下吉田線（とよはししもよしだ）
  - 2011年4月1日に豊橋新城鳳来線から路線名を変更[9]。

### 名古屋市
下記8路線は愛知県の県道ではないが、名古屋市の市道のうち主要地方道に指定されている路線である。
- 名古屋市道愛知名駅南線（あいちめいえきみなみ）
- 名古屋市道江川線（えがわ）
- 名古屋市道金城埠頭線（きんじょうふとう）
- 名古屋市道山王線（さんのう）
- 名古屋市道東海橋線（とうかいばし）
- 名古屋市道名古屋環状線（なごやかんじょう）
- 名古屋市道堀田高岳線（ほりたたかおか）
- 名古屋市道都通布池線（みやこどおりぬのいけ）

## 一般県道

### 一般県道（101 - 200）
- 101 愛知県道101号月瀬上矢作線（つきせかみやはぎ。長野県道・岐阜県道と共通）
  - 旧・岐阜県道116号・愛知県道101号各務原犬山線 （かかみがはらいぬやま） ※ 1994年4月1日に廃止[14]。愛知県道・岐阜県道27号春日井各務原線の一部へ。
- 102 愛知県道102号名古屋犬山線（なごやいぬやま）
- 103 愛知県道103号境政成新田蟹江線（さかいまさなりしんでんかにえ）
- 104 愛知県道104号新政成弥富線（しんまさなりやとみ）
- 105 愛知県道105号富島津島線（とみしまつしま）
- 106 愛知県道106号鳥ヶ地名古屋線（とりがんじなごや）
  - 2011年4月1日に鳥ヶ地新田名古屋線から路線名を変更[9]。
- 107 愛知県道107号中川中村線（なかがわなかむら）
- 108 愛知県道108号木曽岬弥富停車場線（きそさきやとみていしゃじょう。三重県道と共通）
- 109 愛知県道109号子宝愛西線（こだからあいさい）
  - 2007年4月1日に子宝新田佐屋線から路線名を変更[3]。
- 110 （欠番）
  - 旧・愛知県道110号弥富名古屋線 ※ 主要地方道指定に伴い、1994年10月1日に整理番号を29へ変更[15]。
- 111 （欠番）
  - 旧・愛知県道111号佐屋停車場線（さやていしゃじょう） ※ 1995年4月1日に廃止[16]。佐屋町道（→愛西市道）へ移管。
- 112 愛知県道112号半田停車場線（はんだていしゃじょう）
- 113 愛知県道113号鹿伏兎大井線（かぶとおおい）
- 114 愛知県道114号津島蟹江線（つしまかにえ）
- 115 愛知県道115号津島七宝名古屋線（つしましっぽうなごや）
  - 旧・愛知県道115号中一色名古屋線 ※ 1995年4月1日に廃止[16]。愛知県道115号津島七宝名古屋線の一部へ。
- 116 （欠番）
  - 旧・愛知県道116号青塚永和停車場線（あおつかえいわていしゃじょう） ※ 1995年4月1日に廃止[16]。愛知県道518号美和白浜線（→蜂須賀白浜線）の一部などへ。
- 117 愛知県道117号西条中川線（にしじょうなかがわ）
- 118 愛知県道118号津島停車場今市場線（つしまていしゃじょういまいちば）
- 119 愛知県道119号津島立田海津線（つしまたつたかいづ。岐阜県道と共通）
  - 旧・岐阜県道120号・愛知県道119号稲山津島線 ※ 1995年4月1日に廃止[16]。愛知県道・岐阜県道119号津島立田海津線の一部などへ。
- 120 愛知県道120号津島海津線（つしまかいづ。岐阜県道117号）
- 121 愛知県道121号津島稲沢線（つしまいなざわ）
- 122 （欠番）
  - 旧・愛知県道122号勝幡停車場線（しょばたていしゃじょう） ※ 2014年3月31日に廃止[17]。愛西市道へ移管。
- 123 愛知県道123号市之倉内津線（いちのくらうつつ。岐阜県道と共通）
  - 旧・愛知県道123号・岐阜県道125号・三重県道125号佐屋多度線 ※ 1995年4月1日に整理番号を125へ変更[18]。
- 124 愛知県道124号西条清須線（にしじょうきよす）
  - 2007年4月1日に西条清洲線から路線名を変更[3]。
- 125 愛知県道125号佐屋多度線（さやたど。岐阜県道・三重県道と共通）
  - 旧・愛知県道125号名古屋甚目寺線 ※ 1995年4月1日に整理番号を200へ変更[18]。
- 126 愛知県道126号給父西枇杷島線（きゅうぶにしびわじま）
- 127 愛知県道127号助七西田中線（すけしちにしたなか）
  - 2007年4月1日に新川清洲線から路線名を変更[3]。
- 128 愛知県道128号給父清須線（きゅうぶきよす）
  - 2007年4月1日に給父清洲線から路線名を変更[3]。
- 129 愛知県道129号一宮津島線（いちのみやつしま）
  - 2007年4月1日に尾西津島線から起津島線へ路線名を変更し[3]、同年11月1日に現路線名へ変更[8]。
- 130 愛知県道130号馬飼井堀線（まかいいぼり）
- 131 （欠番）
  - 旧・愛知県道131号神明津森上停車場線（しんみょうづもりかみていしゃじょう） ※ 1994年4月1日に廃止[14]。愛知県道512号八開稲沢線（→給父稲沢線）の一部へ。
- 132 （欠番）
  - 旧・愛知県道132号天池片原一色線（あまいけかたはらいっしき） ※ 2017年3月31日に廃止[19]。稲沢市道へ移管。
- 133 愛知県道133号稲沢祖父江線（いなざわそぶえ）
- 134 愛知県道134号桑原祖父江線（くわばらそぶえ。岐阜県道と共通）
- 135 愛知県道135号羽島稲沢線（はしまいなざわ。岐阜県道118号）
- 136 愛知県道136号一宮清須線（いちのみやきよす）
  - 2007年4月1日に尾西清洲線から起清須線へ路線名を変更し[3]、同年11月1日に現路線名へ変更[8]。
- 137 愛知県道137号萩原停車場線（はぎわらていしゃじょう）
- 138 愛知県道138号津島停車場線（つしまていしゃじょう）
- 139 愛知県道139号須成七宝稲沢線（すなりしっぽういなざわ）
- 140 （欠番）
  - 旧・愛知県道140号須ヶ口停車場線（すかぐちていしゃじょう） ※ 2008年3月31日に廃止[20]。清須市道へ移管。
- 141 愛知県道141号枇杷島停車場線（びわじまていしゃじょう）
- 142 愛知県道142号新清洲停車場線（しんきよすていしゃじょう）
- 143 愛知県道143号豊橋停車場線（とよはしていしゃじょう）
- 144 （欠番）
  - 旧・愛知県道144号西中野岩倉線（にしなかのいわくら） ※ 1994年4月1日に廃止[14]。愛知県道25号春日井一宮線と愛知県道513号一宮西中野線の各一部へ。
- 145 愛知県道145号冨田一宮線（とみだいちのみや）
  - 2007年4月1日に富田一宮線から路線名を変更[3]。
- 146 愛知県道146号奥音羽線（おくおとわ）
- 147 愛知県道147号西萩原北方線（にしはぎわらきたがた）
- 148 愛知県道148号萩原三条北方線（はぎわらさんじょうきたがた）
- 149 愛知県道149号浅野羽根岩倉線（あさのはねいわくら）
- 150 愛知県道150号一宮川島線（いちのみやかわしま。岐阜県道115号）
- 151 愛知県道151号一宮各務原線（いちのみやかかみがはら。岐阜県道114号）
- 152 愛知県道152号島村佐千原線（しまむらさちはら）
- 153 愛知県道153号浅井清須線（あざいきよす）
  - 2007年4月1日に浅井清洲線から路線名を変更[3]。
- 154 愛知県道154号鹿ノ子島南小渕線（かのこじまみなみおぶち）
- 155 愛知県道155号井之口江南線（いのくちこうなん）
- 156 愛知県道156号小渕江南線（おぶちこうなん）
- 157 愛知県道157号小口岩倉線（おぐちいわくら）
- 158 愛知県道158号小口名古屋線（おぐちなごや）
- 159 愛知県道159号外坪扶桑線（とつぼふそう）
- 160 愛知県道160号入鹿出新田小牧線（いるかでしんでんこまき）
- 161 愛知県道161号名古屋豊山稲沢線（なごやとよやまいなざわ）
  - 旧・愛知県道161号名古屋岩倉線 ※ 1995年4月1日に廃止[16]。愛知県道161号名古屋豊山稲沢線と愛知県道166号小牧岩倉一宮線の各一部へ。
- 162 愛知県道162号松河戸西枇杷島線（まつかわどにしびわじま）
- 163 愛知県道163号一場中小田井線（いちばなかおたい）
- 164 愛知県道164号西春停車場線（にしはるていしゃじょう）
- 165 愛知県道165号春日小牧線（はるひこまき）
- 166 愛知県道166号小牧岩倉一宮線（こまきいわくらいちのみや）
  - 旧・愛知県道166号南外山稲沢線 ※ 1995年4月1日に廃止[16]。愛知県道161号名古屋豊山稲沢線と愛知県道166号小牧岩倉一宮線の各一部へ。
- 167 愛知県道167号岩倉停車場線（いわくらていしゃじょう）
- 168 愛知県道168号立田長島インター線（たつたながしまインター。三重県道と共通）
  - 旧・愛知県道168号小針入鹿新田岩倉線 ※ 1994年4月1日に廃止[14]。愛知県道25号春日井一宮線の一部へ。
- 169 （欠番）
  - 旧・愛知県道169号町屋岩倉線（まちやいわくら） ※ 1995年4月1日に廃止[16]。一宮市道・岩倉市道へ移管。
- 170 愛知県道170号石仏停車場線（いしぼとけていしゃじょう）
- 171 愛知県道171号小折一宮線（こおりいちのみや）
- 172 愛知県道172号西之島江南線（にしのしまこうなん）
- 173 愛知県道173号湖西東細谷線（こさいひがしほそや。静岡県道と共通）
  - 旧・愛知県道173号柏森停車場線 ※ 1997年4月1日に整理番号を250へ変更[21]。
- 174 愛知県道174号布袋停車場線（ほていていしゃじょう）
- 175 愛知県道175号江南木曽川線（こうなんきそがわ）
- 176 愛知県道176号若宮江南線（わかみやこうなん）
- 177 愛知県道177号大県神社線（おおあがたじんじゃ）
- 178 愛知県道178号明知小牧線（あけちこまき）
- 179 愛知県道179号宮後小牧線（みやうしろこまき）
- 180 愛知県道180号江南停車場線（こうなんていしゃじょう）
- 181 愛知県道181号光明寺木曽川停車場線（こうみょうじきそがわていしゃじょう）
- 182 愛知県道182号里小牧北方江南線（さとこまききたがたこうなん）
- 183 愛知県道183号浅井犬山線（あざいいぬやま）
- 184 愛知県道184号般若東野線（はんにゃひがしの）
  - 2011年4月1日に下般若東野線から路線名を変更[9]。
- 185 愛知県道185号栗栖犬山線（くりすいぬやま）
- 186 愛知県道186号御嵩犬山線（みたけいぬやま。岐阜県道122号）
- 187 愛知県道187号犬山停車場線（いぬやまていしゃじょう）
- 188 愛知県道188号善師野西北野線（ぜんじのにしきたの）
- 189 愛知県道189号善師野多治見線（ぜんじのたじみ。岐阜県道113号）
- 190 愛知県道190号名古屋一宮線（なごやいちのみや）
- 191 愛知県道191号長洞犬山線（ながほらいぬやま。岐阜県道121号）
- 192 愛知県道192号草井羽黒線（くさいはぐろ）
- 193 愛知県道193号大垣江南線（おおがきこうなん。岐阜県道と共通）
  - 旧・愛知県道193号・岐阜県道129号江南羽島線 ※ 1995年4月1日に廃止[16]。岐阜県道・愛知県道193号大垣江南線の一部へ。
- 194 愛知県道194号斎藤羽黒線（さいとうはぐろ）
- 195 愛知県道195号荒井大草線（あらいおおくさ）
- 196 愛知県道196号神屋味美線（かみやあじよし）
- 197 愛知県道197号小牧春日井線（こまきかすがい）
  - 旧・愛知県道197号本庄花長線 ※ 1994年4月1日に廃止[14]。愛知県道・岐阜県道27号春日井各務原線の一部へ。
- 198 愛知県道198号一宮小牧線（いちのみやこまき）
  - 旧・愛知県道198号小牧停車場線（こまきていしゃじょう） ※ 1993年2月15日に廃止[22]。小牧市道へ移管。
- 199 愛知県道199号高蔵寺小牧線（こうぞうじこまき）
- 200 愛知県道200号名古屋甚目寺線（なごやじもくじ）
  - 旧・愛知県道200号春日井小牧線 ※ 1994年4月1日に廃止[14]。愛知県道25号春日井一宮線の一部へ。

### 一般県道（201 - 300）
- 201 愛知県道201号南外山勝川停車場線（みなみとやまかちがわていしゃじょう）
- 202 愛知県道202号守山西線（もりやまにし）
- 203 （欠番）
  - 旧・愛知県道203号関田名古屋線 ※ 主要地方道指定に伴い、1994年10月1日に整理番号を30へ変更[15]。
- 204 愛知県道204号春日井停車場線（かすがいていしゃじょう）
- 205 愛知県道205号下半田川春日井線（しもはだがわかすがい）
- 206 （欠番）
  - 旧・愛知県道206号力石名古屋線 ※ 主要地方道指定に伴い、1994年10月1日に整理番号を6へ変更[15]。
- 207 愛知県道207号定光寺山脇線（じょうこうじやまわき）
- 208 愛知県道208号上半田川名古屋線（かみはだがわなごや）
- 209 愛知県道209号愛・地球博記念公園瀬戸線（あいちきゅうはくきねんこうえんせと）
  - 2007年4月1日に愛知青少年公園瀬戸線から路線名を変更[5]。
  - 旧・愛知県道209号愛知青少年公園瀬戸線 ※ 1995年4月1日に廃止[16]。愛知県道209号愛知青少年公園瀬戸線（→愛・地球博記念公園瀬戸線）の一部へ。
- 210 愛知県道210号中水野品野線（なかみずのしなの）
- 211 （欠番）
  - 旧・岐阜県道123号・愛知県道211号市之倉内津線 ※ 1995年4月1日に整理番号を123へ変更[18]。
- 212 愛知県道212号窯元東古瀬戸線（かまもとひがしこせと）
- 213 愛知県道213号篠木尾張旭線（しのぎおわりあさひ）
- 214 愛知県道214号松本名古屋線（まつもとなごや）
- 215 愛知県道215号田籾名古屋線（たもみなごや）
- 216 愛知県道216号大曽根停車場線（おおぞねていしゃじょう）
- 217 愛知県道217号岩藤名古屋線（いわふじなごや）
  - 1994年10月1日に岩藤新田名古屋線から路線名を変更[15]。
- 218 愛知県道218号和合豊田線（わごうとよた）
  - 1987年3月30日に春木豊田線から路線名を変更[23]。
- 219 愛知県道219号浅田名古屋線（あさだなごや）
- 220 愛知県道220号阿野名古屋線（あのなごや）
- 221 愛知県道221号岩崎名古屋線（いわさきなごや）
- 222 愛知県道222号緑瑞穂線（みどりみずほ）
- 223 愛知県道223号笠寺星崎線（かさでらほしざき）
- 224 愛知県道224号熱田停車場線（あつたていしゃじょう）
- 225 愛知県道225号名古屋東港線（なごやひがしこう）
- 226 愛知県道226号熱田停車場伝馬線（あつたていしゃじょうてんま）
- 227 愛知県道227号港中川線（みなとなかがわ）
- 228 愛知県道228号下之一色港南陽線（しものいっしきこうなんよう）
- 229 愛知県道229号八田停車場線（はったていしゃじょう）
- 230 愛知県道230号鴛鴨安城線（おしかもあんじょう）
- 231 愛知県道231号米野木莇生線（こめのきあざぶ）
- 232 愛知県道232号鴛鴨みよし線（おしかもみよし）
  - 2011年4月1日に鴛鴨三好線から路線名を変更[9]。
- 233 愛知県道233号岩作諸輪線（やさごもろわ）
- 234 愛知県道234号みよし沓掛線（みよしくつかけ）
  - 2011年4月1日に三好沓掛線から路線名を変更[12]。
  - 旧・愛知県道234号明知諸輪線 ※ 1998年4月1日に廃止[24]。三好町道（→みよし市道）へ移管。
- 235 （欠番）
  - 旧・愛知県道235号諸輪名古屋線 ※ 主要地方道指定に伴い、1994年10月1日に整理番号を36へ変更[15]。
- 236 愛知県道236号春木沓掛線（はるきくつかけ）
- 237 愛知県道237号新田名古屋線（しんでんなごや）
- 238 （欠番）
  - 旧・愛知県道238号明知沓掛線（みょうちくつかけ） ※ 1998年4月1日に廃止[24]。愛知県道234号三好沓掛線（→みよし沓掛線）の一部へ。
- 239 愛知県道239号岡崎豊明線（おかざきとよあけ）
- 240 愛知県道240号豊明停車場線（とよあけていしゃじょう）
  - 旧・愛知県道240号沓掛豊明停車場線 ※ 1995年4月1日に廃止[16]。愛知県道220号阿野名古屋線の新道と愛知県道240号豊明停車場線へ。
- 241 （欠番）
  - 旧・愛知県道241号名古屋刈谷線（なごやかりや） ※ 1993年4月1日に廃止[13]。国道366号の一部などへ。
- 242 愛知県道242号鳴海停車場線（なるみていしゃじょう）
- 243 愛知県道243号東海緑線（とうかいみどり）
- 244 愛知県道244号泉田共和線（いずみだきょうわ）
- 245 愛知県道245号半城土広小路線（はじょうどひろこうじ）
- 246 愛知県道246号刈谷大府線（かりやおおぶ）
- 247 （欠番）
  - 旧・愛知県道247号東浦名古屋線 ※ 主要地方道指定に伴い、1994年10月1日に整理番号を23へ変更[15]。
- 248 愛知県道248号名和大府線（なわおおぶ）
- 249 愛知県道249号長草東海線（ながくさとうかい）
- 250 愛知県道250号柏森停車場線（かしわもりていしゃじょう）
  - 旧・愛知県道250号横須賀港線 ※ 1995年4月1日に廃止[16]。東海市道へ移管。
- 251 愛知県道251号寺本停車場線（てらもとていしゃじょう）
- 252 愛知県道252号大府常滑線（おおぶとこなめ）
- 253 愛知県道253号横根大府線（よこねおおぶ）
- 254 愛知県道254号白沢八幡線（しらさわやわた）
- 255 （欠番）
  - 旧・愛知県道255号八幡緒川停車場線（やわたおがわていしゃじょう） ※ 1994年4月1日に廃止[14]。愛知県道24号知多東浦線の一部と愛知県道514号緒川停車場線へ。
- 256 愛知県道256号古見停車場線（こみていしゃじょう）
- 257 （欠番）
  - 旧・愛知県道257号岡田新知線（おかだしんち）※ 2015年3月31日に廃止[25]。知多市道へ移管。
- 258 （欠番）
  - 旧・愛知県道258号長浦停車場線（ながうらていしゃじょう） ※ 1995年4月1日に廃止[16]。知多市道へ移管。
- 259 愛知県道259号草木金沢線（くさぎかなざわ）
- 260 愛知県道260号亀崎停車場線（かめざきていしゃじょう）
- 261 愛知県道261号半田東浦線（はんだひがしうら）
  - 旧・愛知県道261号藤江半田線 ※ 1995年4月1日に廃止[16]。愛知県道261号半田東浦線の一部へ。
- 262 愛知県道262号衣浦西港線（きぬうらにしこう）
- 263 愛知県道263号知多半田停車場線（ちたはんだていしゃじょう）
- 264 愛知県道264号阿久比半田線（あぐいはんだ）
- 265 愛知県道265号碧南半田常滑線（へきなんはんだとこなめ）
  - 旧・愛知県道265号久米乙川内山線 ※ 1995年4月1日に廃止[16]。愛知県道265号碧南半田常滑線の一部などへ。
- 266 愛知県道266号板山金山線（いたやまかなやま）
- 267 愛知県道267号大野町停車場線（おおのまちていしゃじょう）
- 268 （欠番）
  - 旧・愛知県道268号常滑停車場線（とこなめていしゃじょう） ※ 2007年12月31日に廃止[20]。常滑市道へ移管。
- 269 愛知県道269号古場武豊線（こばたけとよ）
- 270 愛知県道270号常滑港線（とこなめこう）
- 271 愛知県道271号武豊港線（たけとよこう）
- 272 愛知県道272号大谷富貴線（おおたにふき）
- 273 愛知県道273号上野間布土線（かみのまふっと）
- 274 愛知県道274号小鈴谷河和線（こすがやこうわ）
- 275 愛知県道275号奥田河和線（おくだこうわ）
- 276 愛知県道276号奥田内福寺南知多線（おくだうつふくじみなみちた）
- 277 愛知県道277号野間河和線（のまこうわ）
- 278 （欠番）
  - 旧・愛知県道278号山海大井線（やまみおおい） ※ 1995年4月1日に廃止[16]。南知多町道、美浜町道へ移管。
- 279 愛知県道279号内海美浜線（うつみみはま）
- 280 愛知県道280号豊丘豊浜線（とよおかとよはま）
- 281 愛知県道281号大井豊浜線（おおいとよはま）
- 282 愛知県道282号今川刈谷停車場線（いまがわかりやていしゃじょう）
- 283 愛知県道283号加納東保見線（かのうひがしほみ）
- 284 愛知県道284号宮上知立線（みやがみちりゅう）
- 285 愛知県道285号安城八ツ田知立線（あんじょうやつだちりゅう）
- 286 愛知県道286号安城桜井線（あんじょうさくらい）
- 287 （欠番）
  - 旧・愛知県道287号竜神安城線（りゅうじんあんじょう） ※ 1994年4月1日に廃止[14]。愛知県道12号豊田一色線の一部へ。
- 288 愛知県道288号豊田安城自転車道線（とよたあんじょうじてんしゃどう）
- 289 愛知県道289号富士松停車場線（ふじまつていしゃじょう）
- 290 愛知県道290号矢作橋停車場線（やはぎばしていしゃじょう）
- 291 愛知県道291号米津碧南線（よねづへきなん）
- 292 愛知県道292号幸田石井線（こうたいしい）
  - 旧・愛知県道292号碧海桜井停車場中島線 ※ 1995年4月1日に廃止[16]。愛知県道292号幸田石井線の一部へ。
- 293 愛知県道293号桜井岡崎線（さくらいおかざき）
- 294 愛知県道294号西尾小川線（にしおおがわ）
  - 旧・愛知県道294号桜井西尾線 ※ 1995年4月1日に廃止[16]。愛知県道294号西尾小川線と安城市道へ。
- 295 愛知県道295号道場山安城線（どうじょうやまあんじょう）
  - 1988年4月13日に丸山後安城線から路線名を変更[26]。
- 296 愛知県道296号小垣江安城線（おがきえあんじょう）
- 297 （欠番）
  - 旧・愛知県道297号西尾安城線（にしおあんじょう） ※ 1994年4月1日に廃止[14]。愛知県道12号豊田一色線の一部へ。
- 298 愛知県道298号安城知立線（あんじょうちりゅう）
- 299 愛知県道299号南中根小垣江線（みなみなかねおがきえ）
- 300 愛知県道300号高浜港停車場線（たかはまみなとていしゃじょう）

### 一般県道（301 - 400）
- 301 愛知県道301号西尾新川港線（にしおしんかわこう）
- 302 愛知県道302号新川町停車場線（しんかわまちていしゃじょう）
- 303 愛知県道303号平坂福清水線（へいさかふくしみず）
- 304 愛知県道304号碧南高浜環状線（へきなんたかはまかんじょう）
- 305 （欠番）
  - 旧・愛知県道305号碧南停車場線（へきなんていしゃじょう） ※ 2020年3月31日に廃止[27]。碧南市道へ移管。
- 306 愛知県道306号大浜港線（おおはまこう）
- 307 （欠番）
  - 旧・愛知県道307号玉津浦停車場線（たまつうらていしゃじょう） ※ 1995年4月1日に廃止[16]。碧南市道へ移管。
- 308 愛知県道308号米津平坂線（よねづへいさか）
- 309 愛知県道309号刈宿住崎線（かりやどすみさき）
- 310 愛知県道310号花蔵寺花ノ木線（けぞうじはなのき）
- 311 （欠番）
  - 旧・愛知県道311号中畑本町線（なかばたほんまち） ※ 1995年4月1日に廃止[16]。愛知県道383号蒲郡碧南線へ編入。
- 312 愛知県道312号荻原巨海線（おぎわらこみ）
- 313 愛知県道313号荻原一色線（おぎわらいっしき）
- 314 （欠番）
  - 旧・愛知県道314号西尾一色線（にしおいっしき） ※ 1994年4月1日に廃止[14]。愛知県道12号豊田一色線の一部へ。
- 315 愛知県道315号下横須賀大島線（しもよこすかおおしま）
- 316 愛知県道316号富好新田宮崎鳥羽線（とみよししんでんみやざきとば）
- 317 愛知県道317号西尾幡豆線（にしおはず）
- 318 愛知県道318号宮迫今川線（みやばいまがわ）
- 319 愛知県道319号西尾環状線（にしおかんじょう）
- 320 愛知県道320号幸田幡豆線（こうたはず）
- 321 愛知県道321号東幡豆蒲郡線（ひがしはずがまごおり）
- 322 愛知県道322号深溝西浦線（ふこうずにしうら）
- 323 愛知県道323号芦谷蒲郡線（あしのやがまごおり）
- 324 愛知県道324号生平幸田線（おいだいらこうた）
- 325 愛知県道325号須美福岡線（すみふくおか）
- 326 愛知県道326号桑谷柱線（くわがいはしら）
- 327 愛知県道327号市場福岡線（いちばふくおか）
- 328 愛知県道328号本郷美合停車場線（ほんごうみあいていしゃじょう）
- 329 愛知県道329号美合停車場線（みあいていしゃじょう）
- 330 （欠番）
  - 旧・愛知県道330号愛知こどもの国線（あいちこどものくに） ※ 2011年3月29日に廃止[28]。幡豆町道（→西尾市道）へ移管。
  - 1984年10月22日に児童総合遊園線から路線名を変更[29]。
- 331 愛知県道331号一色小久田線（いっしきおくだ）
- 332 愛知県道332号大代赤坂線（おおじろあかさか）
  - 2011年4月1日に大代音羽線から路線名を変更[9]。
- 333 愛知県道333号切山夏山線（きりやまなつやま）
- 334 愛知県道334号千万町豊川線（ぜまんじょうとよかわ）
- 335 愛知県道335号南大須鴨田線（みなみおおすかもだ）
- 336 愛知県道336号蘭鍛埜線（あららぎかじの）
  - 2007年4月1日に東蘭鍛埜線から路線名を変更[3]。
- 337 愛知県道337号作手菅沼平瀬線（つくですがぬまひらせ）
  - 2007年4月1日に菅沼平瀬線から路線名を変更[5]。
  - 旧・愛知県道337号菅沼東大沼線 ※ 1995年4月1日に廃止[16]。愛知県道337号菅沼平瀬線（→作手菅沼平瀬線）と愛知県道363号善夫大沼線（→作手善夫大沼線）の各一部へ。
- 338 愛知県道338号花沢桑原線（はなざわくわばら）
- 339 愛知県道339号長沢東蔵前線（ながさわひがしくらまえ）
- 340 愛知県道340号細川豊田線（ほそかわとよた）
- 341 愛知県道341号加茂川志賀線（かもがわしが）
- 342 愛知県道342号豊田市停車場線（とよたしていしゃじょう）
- 343 愛知県道343号則定豊田線（のりさだとよた）
- 344 愛知県道344号久木中金線（ひさぎなかがね）
- 345 愛知県道345号中金百々線（なかがねどうど）
- 346 愛知県道346号越戸停車場線（こしどていしゃじょう）
- 347 愛知県道347号猿投停車場線（さなげていしゃじょう）
- 348 愛知県道348号西中山越戸停車場線（にしなかやまこしどていしゃじょう）
- 349 愛知県道349号深見亀首線（ふかみかめくび）
- 350 愛知県道350号北一色東広瀬線（きたいしきひがしひろせ）
  - 2007年4月1日に北一色三河広瀬停車場線から路線名を変更[3]。
- 351 愛知県道351号上仁木明智線（かみにぎあけち。岐阜県道109号）
- 352 愛知県道352号上渡合土岐線（かみどあいとき。岐阜県道112号）
- 353 愛知県道353号大平折平線（おおだいらおりだいら）
- 354 愛知県道354号平畑土岐線（ひらはたとき。岐阜県道111号）
- 355 愛知県道355号島崎豊田線（しまさきとよた）
- 356 愛知県道356号大野瀬小渡線（おおのせおど）
- 357 愛知県道357号平沢御蔵線（ひらさわみくら）
- 358 愛知県道358号月原近岡線（わちばらちかおか）
  - 2007年4月1日に月原追分線から路線名を変更[3]。
- 359 愛知県道359号坂上田振線（さかうえたふり）
  - 2007年4月1日に坂上追分線から路線名を変更[3]。
- 360 愛知県道360号坂上大内線（さかうえおおうち）
- 361 愛知県道361号坂上花沢線（さかうえはなざわ）
- 362 愛知県道362号大沼足助線（おおぬまあすけ）
  - 2007年4月1日に東大沼足助線から路線名を変更[3]。
- 363 愛知県道363号作手善夫大沼線（つくでぜんぶおおぬま）
  - 2007年4月1日に善夫大沼線から路線名を変更[5]。
  - 旧・愛知県道363号平瀬善夫線 ※ 1995年4月1日に廃止[16]。愛知県道337号菅沼平瀬線（→作手菅沼平瀬線）と愛知県道363号善夫大沼線（→作手善夫大沼線）の各一部へ。
- 364 愛知県道364号田峯東大見線（だみねひがしおおみ）
- 365 愛知県道365号田峯三都橋線（だみねみつはし）
- 366 愛知県道366号小渡明川足助線（おどあすがわあすけ）
- 367 愛知県道367号梨野川面線（なしのかわもて）
  - 2007年4月1日に梨野足助線から路線名を変更[3]。
- 368 愛知県道368号豊川蒲郡線（とよかわがまごおり）
- 369 愛知県道369号蒲郡停車場線（がまごおりていしゃじょう）
- 370 愛知県道370号蒲郡港線（がまごおりこう）
- 371 愛知県道371号豊岡三谷港線（とよおかみやこう）
- 372 愛知県道372号大塚国府線（おおつかこう）
- 373 愛知県道373号金野豊川線（かねのとよかわ）
- 374 愛知県道374号長沢国府線（ながさわこう）
- 375 愛知県道375号前芝国府停車場線（まえしばこうていしゃじょう）
- 376 愛知県道376号三ヶ根停車場拾石線（さんがねていしゃじょうひろいし）
- 377 愛知県道377号豊川片寄線（とよかわかたよせ）
  - 2007年4月1日に豊川額田線から路線名を変更[3]。
- 378 愛知県道378号諏訪停車場線（すわていしゃじょう）
  - 旧・愛知県道378号諏訪停車場線 ※ 1995年4月1日に廃止[16]。愛知県道378号諏訪停車場線と愛知県道21号豊川新城線の一部へ。
- 379 愛知県道379号石巻山線（いしまきさん）
- 380 愛知県道380号豊橋一宮線（とよはしいちのみや）
  - 旧・愛知県道380号松原豊橋線 ※ 1995年4月1日に廃止[16]。愛知県道380号豊橋一宮線へ。
- 381 愛知県道381号豊津石巻萩平線（とよついしまきはぎひら）
  - 2007年4月1日に一宮石巻萩平線から路線名を変更[5]。
  - 旧・愛知県道381号富岡一宮線 ※ 1995年4月1日に廃止[16]。愛知県道381号一宮石巻萩平線（→豊津石巻萩平線）と一宮町道（→豊川市道）へ。
- 382 愛知県道382号足山田大代線（あしやまだおおじろ）
  - 2007年4月1日に一宮額田線から路線名を変更[5]。
  - 旧・愛知県道382号足山田額田線 ※ 1995年4月1日に廃止[16]。愛知県道382号一宮額田線（→足山田大代線）へ。
- 383 愛知県道383号蒲郡碧南線（がまごおりへきなん）
- 384 愛知県道384号小坂井御津線（こざかいみと）
  - 旧・愛知県道384号西方下長山線 ※ 1995年4月1日に廃止[16]。愛知県道384号小坂井御津線と愛知県道495号小坂井谷川線（→宿谷川線）の一部へ。
- 385 愛知県道385号前芝小坂井停車場線（まえしばこざかいていしゃじょう）
- 386 愛知県道386号平井牟呂大岩線（ひらいむろおおいわ）
- 387 愛知県道387号清須下地線（きよすしもじ）
- 388 愛知県道388号大山豊橋停車場線（おおやまとよはしていしゃじょう）
- 389 愛知県道389号富栄設楽線（とみさかしたら）
  - 2007年4月1日に鳳来設楽線から路線名を変更[3]。
- 390 愛知県道390号扶桑各務原線（ふそうかかみがはら。岐阜県道と共通）
  - 旧・愛知県道390号出沢東上線（すざわとうじょう） ※ 1994年4月1日に廃止[14]。愛知県道21号豊川新城線の一部へ。
- 391 愛知県道391号金沢江島停車場線（かなざわえじまていしゃじょう）
- 392 愛知県道392号新城引佐線（しんしろいなさ。静岡県道303号）
- 393 愛知県道393号豊橋港線（とよはしこう）
- 394 愛知県道394号中条豊橋線（ちゅうじょうとよはし）
- 395 愛知県道395号東三河臨海公園線（ひがしみかわりんかいこうえん）
- 396 愛知県道396号蒲郡港拾石線（がまごおりこうひろいし）
- 397 愛知県道397号城下田原線（しろしたたはら）
  - 2007年4月1日に城下田原線から城下豊島線へ路線名を変更し[3]、2011年4月1日に現路線名へ変更[9]。
- 398 愛知県道398号高松石神線（たかまついしがみ）
  - 2007年4月1日に高松渥美線から路線名を変更[3]。
- 399 愛知県道399号蔵王山線（ざおうさん）
- 400 愛知県道400号豊橋豊川線（とよはしとよかわ）

### 一般県道（401 - 500）
- 401 愛知県道401号太田中原線（おおたなかはら。静岡県道334号）
- 402 愛知県道402号中原東細谷線（なかはらひがしほそや）
- 403 愛知県道403号細谷二川線（ほそやふたがわ）
- 404 愛知県道404号小松原二川停車場線（こまつばらふたがわていしゃじょう）
- 405 愛知県道405号小松原小池線（こまつばらこいけ）
- 406 愛知県道406号東七根藤並線（ひがしななねふじなみ）
- 407 愛知県道407号伊古部南栄線（いこべみなみさかえ）
- 408 愛知県道408号野依植田線（のよりうえた）
- 409 愛知県道409号東赤沢植田線（ひがしあかざわうえた）
- 410 愛知県道410号伊古部老津線（いこべおいつ）
- 411 愛知県道411号城下老津線（しろしたおいつ）
- 412 （欠番）
  - 旧・愛知県道412号豊橋田原線（とよはしたはら） ※ 1994年4月1日に廃止[14]。愛知県道2号豊橋渥美線の一部へ。
- 413 愛知県道413号六連三河田原停車場線（むつれみかわたはらていしゃじょう）
- 414 愛知県道414号大草豊島線（おおくさとしま）
- 415 （欠番）
  - 旧・愛知県道415号野田白谷神戸線（のだしろやかんべ） ※ 1994年4月1日に廃止[14]。愛知県道2号豊橋渥美線と愛知県道28号田原赤羽根線（→田原高松線）の各一部へ。
- 416 愛知県道416号赤羽根野田線（あかばねのだ）
- 417 （欠番）
  - 旧・愛知県道417号高松田原線（たかまつたはら） ※ 1994年4月1日に廃止[14]。愛知県道28号田原赤羽根線（→田原高松線）の一部へ。
- 418 愛知県道418号小中山伊良湖線（こなかやまいらご）
  - 2007年4月1日に中山伊良湖線から路線名を変更[3]。
- 419 愛知県道419号赤羽根泉港線（あかばねいずみこう）
- 420 愛知県道420号和地福江港線（わじふくえこう）
- 421 愛知県道421号小中山保美線（こなかやまほび）
  - 2007年4月1日に中山保美線から路線名を変更[3]。
- 422 （欠番）
  - 旧・愛知県道422号堀切保美線（ほりきりほび） ※ 1994年4月1日に廃止[14]。愛知県道2号豊橋渥美線の一部へ。
- 423 愛知県道423号堀切中山線（ほりきりなかやま）
- 424 愛知県道424号振草三河川合停車場線（ふりくさみかわかわいていしゃじょう）
- 425 （欠番）
  -  ※ 旧・愛知県道425号外貝津先林線（そとかいづせんばやし） ※ 2000年3月31日に廃止[30]。一部は国道151号の新ルートに編入。
- 426 愛知県道426号津具大嵐停車場線（つぐおおぞれていしゃじょう。静岡県道287号）
- 427 愛知県道427号坂宇場津具設楽線（さかうばつぐしたら）
- 428 愛知県道428号古真立津具線（こまだてつぐ）
- 429 愛知県道429号古真立佐久間線（こまだてさくま。静岡県道293号）
- 430 愛知県道430号足込上黒川線（あしこめかみくろかわ）
- 431 愛知県道431号八橋中設楽線（やつはしなかしたら）
- 432 愛知県道432号小松田口線（こまつたぐち）
- 433 愛知県道433号和市清崎線（わいちきよさき）
- 434 愛知県道434号愛知県民の森線（あいちけんみんのもり）
- 435 愛知県道435号作手保永海老線（つくでやすながえび）
  - 2007年4月1日に保永海老線から路線名を変更[3]。
- 436 愛知県道436号作手清岳玖老勢線（つくできよおかくろぜ）
  - 2007年4月1日に清岳玖老勢線から路線名を変更[3]。
- 437 愛知県道437号作手清岳新城線（つくできよおかしんしろ）
  - 2007年4月1日に清岳新城線から路線名を変更[3]。
- 438 愛知県道438号布里新城線（ふりしんしろ）
- 439 愛知県道439号能登瀬新城線（のとせしんしろ）
- 440 愛知県道440号川角東栄停車場線（かわかどとうえいていしゃじょう）
- 441 愛知県道441号鳳来寺山公園線（ほうらいじさんこうえん）
- 442 愛知県道442号鳳来佐久間線（ほうらいさくま。静岡県道390号）
  - 旧・愛知県道442号七郷一色大野線 ※ 1983年4月4日に廃止[31]。愛知県道442号・静岡県道390号鳳来佐久間線の一部へ。
- 443 愛知県道443号富岡大海線（とみおかおおみ）
- 444 （欠番）
  - 旧・愛知県道444号東新町停車場線（ひがししんまちていしゃじょう）※ 2015年3月31日に廃止[25]。新城市道へ移管。
- 445 愛知県道445号鳳来三ヶ日線（ほうらいみっかび。静岡県道308号）
  - 2007年4月1日に鳳来三ケ日線から路線名を変更[3]。
- 446 愛知県道446号新城停車場線（しんしろていしゃじょう）
- 447 愛知県道447号名古屋空港線（なごやくうこう）
- 448 愛知県道448号名古屋空港中央線（なごやくうこうちゅうおう）
  - 旧・愛知県道448号瀬戸環状線 ※ 主要地方道指定に伴い、1994年10月1日に整理番号を22へ変更[15]。
- 449 愛知県道449号高速清須一宮線（名古屋高速16号一宮線）（こうそくきよすいちのみや）
  - 2007年4月1日に高速清洲一宮線から路線名を変更[6]。
  - 旧・愛知県道449号守山瀬戸線 ※ 1995年4月1日に廃止[16]。国道363号の一部などへ。
- 450 愛知県道450号神領停車場線（じんりょうていしゃじょう）
- 451 愛知県道451号名古屋外環状線（なごやそとかんじょう）
- 452 愛知県道452号高蔵寺停車場線（こうぞうじていしゃじょう）
- 453 愛知県道453号明治村小牧線（めいじむらこまき）
- 454 愛知県道454号大里停車場清須線（おおさとていしゃじょうきよす）
  - 2007年4月1日に大里停車場清洲線から路線名を変更[3]。
- 455 愛知県道455号高速名古屋朝日線（名古屋高速6号清須線）（こうそくなごやあさひ）
- 456 愛知県道456号高速名古屋新宝線（名古屋高速4号東海線）（こうそくなごやしんぽう）
- 457 愛知県道457号尾張一宮停車場線（おわりいちのみやていしゃじょう）
- 458 愛知県道458号一宮弥富線（いちのみややとみ）
- 459 愛知県道459号名鉄一宮停車場線（めいてついちのみやていしゃじょう）
  - 2007年11月1日に新一宮停車場線から路線名を変更[8]。
- 460 愛知県道460号岩倉西停車場線（いわくらにしていしゃじょう）
- 461 愛知県道461号犬山自然公園線（いぬやましぜんこうえん）
- 462 愛知県道462号大藤永和停車場線（おおふじえいわていしゃじょう）
  - 旧・愛知県道462号間崎永和停車場線 ※ 1995年4月1日に廃止[16]。愛知県道462号大藤永和停車場線へ。
- 463 愛知県道463号東浦停車場線（ひがしうらていしゃじょう）
- 464 愛知県道464号南粕谷半田線（みなみかすやはんだ）
- 465 （欠番）
  - 旧・愛知県道465号半田碧南線（はんだへきなん） ※ 1995年7月21日に廃止[32]。愛知県道265号碧南半田常滑線の一部へ。
- 466 （欠番）
  - 旧・愛知県道466号半田南知多公園線 ※ 主要地方道指定に伴い、1994年10月1日に整理番号を7へ変更[15]。
- 467 愛知県道467号半田環状線（はんだかんじょう）
- 468 愛知県道468号新舞子停車場線（しんまいこていしゃじょう）
- 469 愛知県道469号東浦阿久比線（ひがしうらあぐい）
- 470 愛知県道470号岩屋観音線（いわやかんのん）
- 471 （欠番）
  - 旧・愛知県道471号宝来常滑線（ほうらいとこなめ） ※ 1995年7月21日に廃止[32]。愛知県道265号碧南半田常滑線の一部へ。
- 472 （欠番）
  - 旧・愛知県道472号碧海桜井停車場石井線（へきかいさくらいていしゃじょういしい） ※ 1995年4月1日に廃止[16]。愛知県道292号幸田石井線の一部へ。
- 473 愛知県道473号吉浜停車場線（よしはまていしゃじょう）
- 474 愛知県道474号三河高浜停車場線（みかわたかはまていしゃじょう）
- 475 愛知県道475号北新川停車場線（きたしんかわていしゃじょう）
- 476 愛知県道476号一色港線（いっしきこう）
- 477 愛知県道477号東大見岡崎線（ひがしおおみおかざき）
- 478 愛知県道478号岡崎停車場線（おかざきていしゃじょう）
- 479 愛知県道479号熊味岡崎線（くまみおかざき）
- 480 愛知県道480号美合幸田線（みあいこうた）
- 481 （欠番）
  - 旧・愛知県道481号江原幸田線（えわらこうた） ※ 1995年4月1日に廃止[16]。愛知県道292号幸田石井線の一部などへ。
- 482 （欠番）
  - 旧・愛知県道482号岡崎環状線 ※ 主要地方道指定に伴い、1994年10月1日に整理番号を26へ変更[15]。
- 483 愛知県道483号岡崎幸田線（おかざきこうた）
- 484 愛知県道484号牛地大多賀線（うしじおおたが）
  - 2007年4月1日に牛地足助線から路線名を変更[3]。
- 485 愛知県道485号沢田御作線（さわだみつくり）
- 486 愛知県道486号木瀬富田線（きせとみだ）
- 487 愛知県道487号松平志賀中金線（まつだいらしがなかがね）
- 488 愛知県道488号三河豊田停車場大林線（みかわとよたていしゃじょうおおばやし）
- 489 愛知県道489号本地鴛鴨線（ほんじおしかも）
- 490 愛知県道490号笹戸小田木線（ささどおたぎ）
  - 2007年4月1日に笹戸稲武線から路線名を変更[3]。
- 491 愛知県道491号豊田環状線（とよたかんじょう）
- 492 （欠番）
  - 旧・長野県道101号・愛知県道492号・岐阜県道101号月瀬上矢作線 ※ 1995年4月1日に整理番号を101へ変更[18]。
- 493 愛知県道493号西浦停車場線（にしうらていしゃじょう）
- 494 愛知県道494号形原港線（かたはらこう）
- 495 愛知県道495号宿谷川線（しゅくやがわ）
  - 2011年4月1日に小坂井谷川線から路線名を変更[11]。
  - 旧・愛知県道495号麻生田牛久保線 ※ 1995年4月1日に廃止[16]。愛知県道495号小坂井谷川線（→宿谷川線）の一部へ。
- 496 愛知県道496号白鳥豊橋線（しろとりとよはし）
- 497 愛知県道497号田原豊橋自転車道線（たはらとよはしじてんしゃどう）
  - 2007年4月1日に渥美豊橋自転車道線から路線名を変更[3]。
- 498 愛知県道498号三蔵子一宮線（さんぞうごいちのみや）
- 499 愛知県道499号石巻萩平豊川線（いしまきはぎひらとよかわ）
- 500 （欠番）
  - 旧・愛知県道500号東上豊川線（とうじょうとよかわ） ※ 1994年4月1日に廃止[14]。愛知県道21号豊川新城線の一部へ。

### 一般県道（501 - 528）
- 501 愛知県道501号愛知御津停車場線（あいちみとていしゃじょう）
- 502 愛知県道502号豊橋環状線（とよはしかんじょう）
- 503 愛知県道503号六連杉山線（むつれすぎやま）
- 504 愛知県道504号御園浦川停車場線（みそのうらかわていしゃじょう。静岡県道294号）
- 505 愛知県道505号渋川鳳来線（しぶかわほうらい。静岡県道298号）
- 506 愛知県道506号茶臼山線（ちゃうすやま）
- 507 愛知県道507号茶臼山高原設楽線（茶臼山高原道路）（ちゃうすやまこうげんしたら）
- 508 愛知県道508号内津勝川線（うつつかちがわ）
- 509 愛知県道509号新幹線三河安城停車場線（しんかんせんみかわあんじょうていしゃじょう）
  - 1988年3月11日に新幹線三河新駅停車場線から路線名を変更[33]。
- 510 愛知県道510号三河安城停車場線（みかわあんじょうていしゃじょう）
  - 1988年3月11日に三河新駅停車場線から路線名を変更[33]。
- 511 愛知県道511号武豊大府自転車道線（たけとよおおぶじてんしゃどう）
- 512 愛知県道512号給父稲沢線（きゅうぶいなざわ）
  - 2007年4月1日に八開稲沢線から路線名を変更[4]。
- 513 愛知県道513号一宮西中野線（いちのみやにしなかの）
- 514 愛知県道514号緒川停車場線（おがわていしゃじょう）
- 515 愛知県道515号高速名古屋小牧線（名古屋高速11号小牧線）（こうそくなごやこまき）
- 516 愛知県道516号平和蟹江線（へいわかにえ）
- 517 愛知県道517号蟹江梅之郷線（かにえうめのごう）
- 518 愛知県道518号蜂須賀白浜線（はちすかしらはま）
  - 2011年4月1日に美和白浜線から路線名を変更[11]。
- 519 愛知県道519号七郷一色名号線（ななさといっしきみょうごう）
- 520 愛知県道520号豊田東郷線（とよたとうごう）
- 521 愛知県道521号日進瀬戸線（名古屋瀬戸道路）（にっしんせと）
- 522 愛知県道522号中部国際空港線（ちゅうぶこくさいくうこう） ※ 有料道路「セントレアライン（中部国際空港連絡道路）」を含む。
- 523 愛知県道523号広久手八草線（ひろくてやくさ）
- 524 愛知県道524号門谷豊岡線（鳳来寺山パークウェイ）（かどやとよおか）
- 525 愛知県道525号蒲郡環状線（三河湾スカイライン）（がまごおりかんじょう）
- 526 愛知県道526号本宮山作手保永線（本宮山スカイライン）（ほんぐうさんつくでやすなが）
  - 2007年4月1日に本宮山保永線から路線名を変更[7]。
- 527 愛知県道527号本宮山作手白鳥線（本宮山スカイライン）（ほんぐうさんつくでしらとり）
  - 2007年4月1日に本宮山白鳥線から路線名を変更[7]。
- 528 愛知県道528号豊橋幸田線（とよはしこうた）
  - 2025年1月10日愛知県告示第13号により路線認定[34]。